# Власово (Сокольский район)
Власово — деревня в Сокольском районе Вологодской области.
Входит в состав Боровецкого сельского поселения, с точки зрения административно-территориального деления — в Боровецкий сельсовет.
Расстояние по автодороге до районного центра Сокола — 9 км, до центра муниципального образования Обросова — 2 км. Ближайшие населённые пункты — Озерко, Обросово, Бекренево, Пятино.
По переписи 2002 года население — 10 человек.